# Злочини в Калавриті

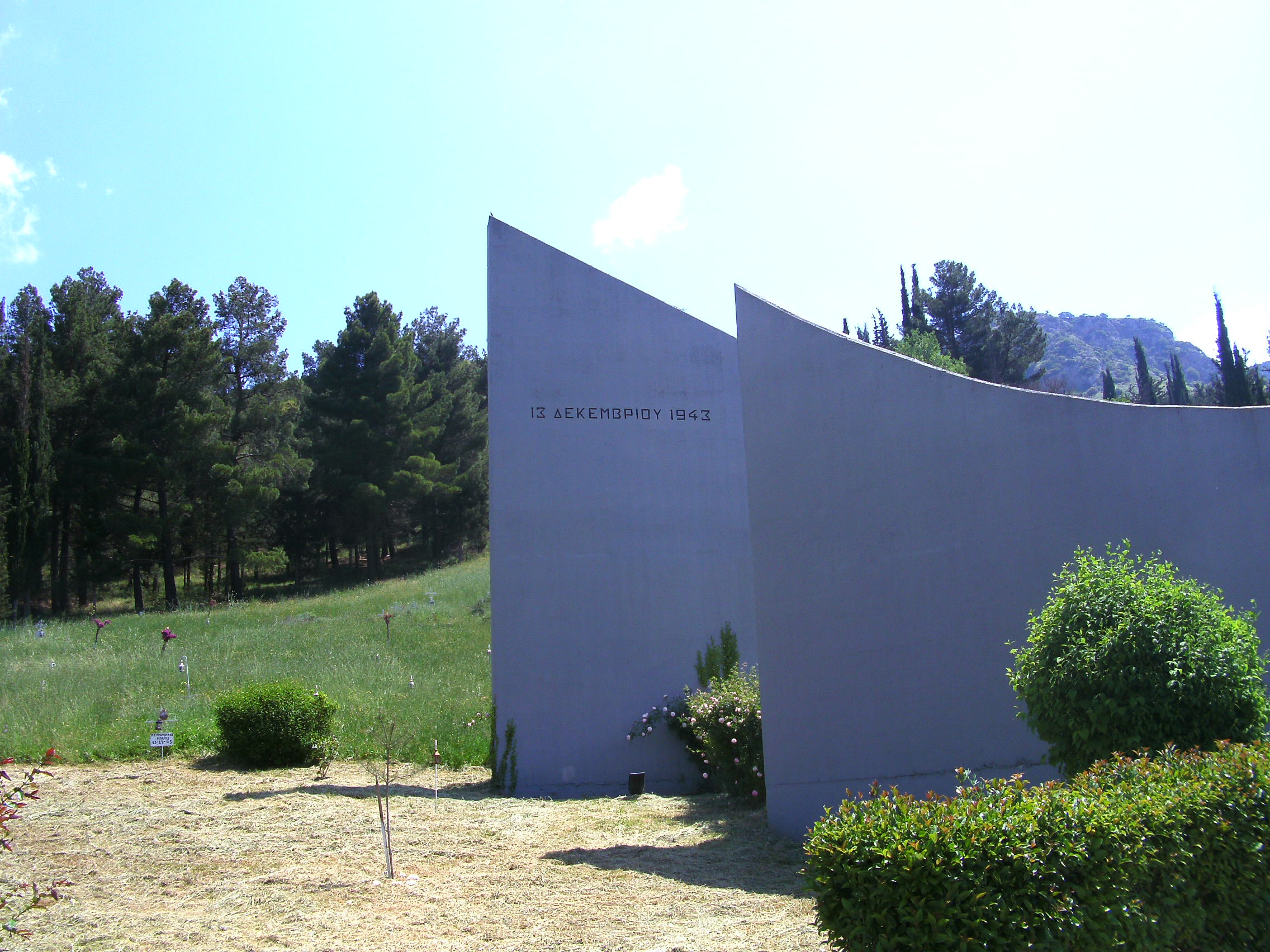
Меморіал жертвам злочинів в Калавриті

Злочини в Калавриті (грец. Σφαγή των Καλαβρύτων) — розстріл цивільного населення і повне зруйнування міста Калаврита, Греція, німецькими військами 13 грудня 1943 року, під час окупації Греції країнами Осі під час Другої світової війни.

## Історія
В роки Другої світової війни, гори, що оточують пелопоннеське місто Калаврита, стали ареною партизанської діяльності Народно-визвольної армії Греції, або ЕЛАС. У листопаді 1943 року німецька 117-та єгерська дивізія почала «Операцію Калаврита» (нім. Unternehmen Kalavryta) з метою оточити партизанів, що діяли в околицях міста.
Під час операції деякі німецькі солдати були вбиті, а 77 з них взяті в полон. Грецькі повстанці розстріляли всіх полонених, тому командир дивізії, генерал гірсько-піхотних військ Карл фон Ле Сьюр, вирішив відреагувати жорстокими масовими репресіями. Вони почалися з прибережної зони Ахаї, на півночі Пелопоннесу, просувались далі півостровом, заглиблюючись у гори, спалюючи цілі поселення та знищуючи їхніх мешканців. До приходу в Калавриту німці розстріляли 143 особи та спалили близько тисячі будинків у 50 селах.
Увійшовши в Калавриту, німці замкнули всіх жінок і дітей віком до 12 років у школі, а також зібрали все чоловіче населення старше 12 років на пагорбі над містом. Тут же відбулися масові розстріли. За різних обставин змогло врятуватися тільки 12 чоловік. Потім німці підпалили місто, але жінкам і дітям вдалося вирватися з вогню й укритися в горах. У цілому в ході каральної операції тільки в Калавриті за один день 13 грудня 1943 року вбито 1 200 осіб.
Наступного дня німці підпалили Монастир Святої Лаври, який одного разу вже спалювали турки під час визвольної війни Греції 1821—1829 років.

## Ушанування пам'яті жертв
На місці розстрілу 1943 року побудовано Меморіал, а дата розстрілу щорічно відзначається жалобою в Калавриті. У квітні 2000 року президент Федеративної Республіки Німеччини Йоганнес Рау відвідав Калавриту, аби висловити свої почуття, сором і глибокий жаль з приводу трагедії. Однак він не визнав відповідальності Німеччинни та не торкнувся питання репарацій або індивідуальних компенсацій, посилаючись на те, що президент Німеччини — тільки церемоніальна посада.